# Fayette County, Tennessee
Fayette County är ett administrativt område i delstaten Tennessee, USA, med 38 413 invånare. Den administrativa huvudorten (county seat) är Somerville. 

## Geografi
Enligt United States Census Bureau så har countyt en total area på 1 829 km². 1 825 km² av den arean är land och 4 km² är vatten.  

### Angränsande countyn
- Haywood County - nord
- Hardeman County - öst
- Benton County, Mississippi - sydost
- Marshall County, Mississippi - syd
- Shelby County - väst
- Tipton County - nordväst